# Jimmy Humes
Jimmy Humes (sinh ngày 6 tháng 8 năm 1942 ở Carlisle) là một cựu cầu thủ bóng đá người Anh thi đấu ở vị trí tiền vệ cánh. Ông thi đấu ở Football League cho bốn câu lạc bộ.

## Sự nghiệp thi đấu
Humes khởi đầu sự nghiệp với Preston North End, có trận ra mắt lúc 17 tuổi tại League One trước Nottingham Forest. Sau khi thi đấu với Bristol Rovers, Humes gia nhập Chester vào tháng 7 năm 1963.
Ông trải qua 4 năm ở Chester, với mùa giải đáng nhớ nhất là 1964-65. Cùng với các đồng đội như Mike Metcalf, Elfed Morris, Hugh Ryden và Gary Talbot, Humes đã ghi 20 bàn thắng cho đội một. Trong đó có cú đánh đầu giúp Chester dẫn trước Manchester United ở Cúp FA, mặc dù United chiến thắng 2-1.
Humes chuyển đến Barnsley vào tháng 7 năm 1967, nơi ông kết thúc sự nghiệp với 7 lần ra sân. Sau một năm thi đấu ở đội bóng non-league Chorley, Humes giải nghệ  và tiếp tục làm việc cho bộ phận nhà ở của Hội đồng Thành phố Carlisle.

## Danh hiệu
Barnsley
- Á quân Division Four: 1967-68 (7 trận, 1 bàn).